# Campeonato Europeo de Voleibol Masculino de 2015
El XXIX Campeonato Europeo de Voleibol Masculino se celebró conjuntamente en Bulgaria e Italia entre el 9 y el 18 de octubre de 2015 bajo la organización de la Confederación Europea de Voleibol (CEV), la Federación Búlgara de Voleibol y la Federación Italiana de Voleibol.
Un total de 16 selecciones nacionales afiliadas a la CEV compitieron por el título de campeón europeo, cuyo anterior portador era el equipo de Rusia, vencedor del Europeo de 2013. 
La selección de Francia se adjudicó la medalla de oro al derrotar en la final al equipo de Eslovenia con un marcador de 3-1. En el partido por el tercer puesto el conjunto de Italia venció al de Bulgaria.

## Sedes
| Foto | Grupo          | Ciudad        | Instalación                   | Capacidad |
| ---- | -------------- | ------------- | ----------------------------- | --------- |
|      | A y fase final | Sofía         | Arena Armeets                 | 12 500    |
|      | B              | Turín         | Torino Palavela               | 8300      |
|      | C              | Varna         | Palacio de Cultura y Deportes | 5500      |
|      | D y fase final | Busto Arsizio | PalaYamamay                   | 5000      |

## Grupos
| Grupo A         | Grupo B | Grupo C     | Grupo D    |
| --------------- | ------- | ----------- | ---------- |
| Bulgaria        | Italia  | Polonia     | Rusia      |
| Alemania        | Francia | Bélgica     | Serbia     |
| República Checa | Croacia | Bielorrusia | Eslovaquia |
| Países Bajos    | Estonia | Eslovenia   | Finlandia  |

## Calendario
| FP | Fase preliminar | 1/8 | Octavos de final | 1/4 | Cuartos de final | 1/2 | Semifinales | F | Finales |

| Octubre de 2015        | 09 Vie | 10 Sáb | 11 Dom | 12 Lun | 13 Mar  | 14 Mié  | 15 Jue | 16 Vie | 17 Sáb | 18 Dom |
| ---------------------- | ------ | ------ | ------ | ------ | ------- | ------- | ------ | ------ | ------ | ------ |
| Fase (no. de partidos) | FP (8) | FP (8) | FP (8) | —      | 1/8 (4) | 1/4 (4) | —      | —      | SF (2) | F (2)  |

## Primera fase
- Todos los partidos en la hora local respectiva de Italia (UTC+2) o Bulgaria (UTC+3).

El primero de cada grupo pasó directamente a los cuartos de final, el segundo y tercero tuvieron que disputar primero la clasificación a cuartos de final.

### Grupo A
| Equipo          | J | G | P | SG | SP | R     | PG  | PP  | R     | PTS |
| --------------- | - | - | - | -- | -- | ----- | --- | --- | ----- | --- |
| Bulgaria        | 3 | 3 | 0 | 9  | 4  | 2,250 | 292 | 273 | 1,070 | 7   |
| Países Bajos    | 3 | 2 | 1 | 8  | 6  | 1,333 | 317 | 305 | 1,039 | 6   |
| Alemania        | 3 | 1 | 2 | 5  | 6  | 0,833 | 239 | 223 | 1,072 | 4   |
| República Checa | 3 | 0 | 3 | 3  | 9  | 0,333 | 223 | 270 | 0,826 | 1   |

- Resultados

| Fecha | Hora  | Partido¹        | Partido¹ | Partido¹        | Resultado | S1    | S2    | S3    | S4    | S5    | Total   |
| ----- | ----- | --------------- | -------- | --------------- | --------- | ----- | ----- | ----- | ----- | ----- | ------- |
| 09.10 | 17:30 | República Checa | -        | Países Bajos    | 1-3       | 21-25 | 17-25 | 25-20 | 18-25 | –     | 81-9    |
| 09.10 | 20:30 | Bulgaria        | -        | Alemania        | 3-0       | 25-20 | 25-17 | 25-20 | –     | –     | 75-57   |
| 10.10 | 17:30 | Países Bajos    | -        | Alemania        | 3-2       | 17-25 | 25-23 | 22-25 | 25-21 | 15-13 | 104-107 |
| 10.10 | 20:30 | República Checa | -        | Bulgaria        | 2-3       | 25-19 | 20-25 | 25-16 | 19-25 | 9-15  | 98-100  |
| 11.10 | 17:45 | Alemania        | -        | República Checa | 3-0       | 25-14 | 25-14 | 25-16 | –     | –     | 75-44   |
| 11.10 | 20:45 | Países Bajos    | -        | Bulgaria        | 2-3       | 27-29 | 25-20 | 26-28 | 25-23 | 15-17 | 118-117 |

- (¹) – Todos en Sofía.

### Grupo B
| Equipo  | J | G | P | SG | SP | R     | PG  | PP  | R     | PTS |
| ------- | - | - | - | -- | -- | ----- | --- | --- | ----- | --- |
| Francia | 3 | 3 | 0 | 9  | 3  | 3,000 | 282 | 237 | 1,190 | 8   |
| Italia  | 3 | 2 | 1 | 8  | 3  | 2,667 | 250 | 229 | 1,092 | 7   |
| Estonia | 3 | 1 | 2 | 4  | 6  | 0,667 | 211 | 220 | 0,959 | 3   |
| Croacia | 3 | 0 | 3 | 0  | 9  | 0,000 | 169 | 226 | 0,748 | 0   |

- Resultados

| Fecha | Hora  | Partido¹ | Partido¹ | Partido¹ | Resultado | S1    | S2    | S3    | S4    | S5    | Total  |
| ----- | ----- | -------- | -------- | -------- | --------- | ----- | ----- | ----- | ----- | ----- | ------ |
| 09.10 | 18:00 | Croacia  | -        | Francia  | 0-3       | 24-26 | 14-25 | 22-25 | –     | –     | 60-76  |
| 09.10 | 21:00 | Italia   | -        | Estonia  | 3-0       | 25-19 | 26-24 | 25-15 | 76-58 | –     | 76-58  |
| 10.10 | 17:30 | Francia  | -        | Estonia  | 3-1       | 25-13 | 25-22 | 22-25 | 25-18 | –     | 97-78  |
| 10.10 | 20:30 | Croacia  | -        | Italia   | 0-3       | 23-25 | 21-25 | 19-25 | –     | –     | 62-75  |
| 11.10 | 15:00 | Estonia  | -        | Croacia  | 3-0       | 25-19 | 25-18 | 25-10 | –     | –     | 75-47  |
| 11.10 | 18:00 | Francia  | -        | Italia   | 3-2       | 23-25 | 21-25 | 25-19 | 25-17 | 15-13 | 109-99 |

- (¹) – Todos en Turín.

### Grupo C
| Equipo      | J | G | P | SG | SP | R     | PG  | PP  | R      | PTS |
| ----------- | - | - | - | -- | -- | ----- | --- | --- | ------ | --- |
| Polonia     | 3 | 3 | 0 | 9  | 1  | 9,000 | 260 | 200 | 1,3000 | 9   |
| Bélgica     | 3 | 2 | 1 | 6  | 4  | 1,500 | 232 | 232 | 1,000  | 6   |
| Eslovenia   | 3 | 1 | 2 | 5  | 6  | 0,833 | 266 | 252 | 1,056  | 3   |
| Bielorrusia | 3 | 0 | 3 | 0  | 9  | 0,000 | 151 | 225 | 0,671  | 0   |

- Resultados

| Fecha | Hora  | Partido¹    | Partido¹ | Partido¹    | Resultado | S1    | S2    | S3    | S4    | S5 | Total  |
| ----- | ----- | ----------- | -------- | ----------- | --------- | ----- | ----- | ----- | ----- | -- | ------ |
| 09.10 | 17:30 | Eslovenia   | -        | Bielorrusia | 3-0       | 25-12 | 25-21 | 25-17 | –     | –  | 75-50  |
| 09.10 | 20:30 | Polonia     | -        | Bélgica     | 3-0       | 25-18 | 29-27 | 25-16 | –     | –  | 79-61  |
| 10.10 | 17:30 | Bielorrusia | -        | Bélgica     | 0-3       | 17-25 | 18-25 | 17-25 | –     | –  | 52-75  |
| 10.10 | 20:30 | Eslovenia   | -        | Polonia     | 1-3       | 21-25 | 30-28 | 26-28 | 13-25 | –  | 90-106 |
| 11.10 | 15:00 | Bélgica     | -        | Eslovenia   | 3-1       | 27-25 | 14-25 | 27-25 | 28-26 | –  | 96-101 |
| 11.10 | 18:00 | Bielorrusia | -        | Polonia     | 0-3       | 13-25 | 19-25 | 17-25 | –     | –  | 49-75  |

- (¹) – Todos en Varna.

### Grupo D
| Equipo     | J | G | P | SG | SP | R     | PG  | PP  | R     | PTS |
| ---------- | - | - | - | -- | -- | ----- | --- | --- | ----- | --- |
| Rusia      | 3 | 3 | 0 | 9  | 1  | 9,000 | 246 | 187 | 1,316 | 9   |
| Serbia     | 3 | 2 | 1 | 7  | 5  | 1,400 | 277 | 261 | 1,061 | 5   |
| Finlandia  | 3 | 1 | 2 | 3  | 6  | 0,500 | 193 | 218 | 0,885 | 3   |
| Eslovaquia | 3 | 0 | 3 | 2  | 9  | 0,222 | 217 | 267 | 0,813 | 1   |

- Resultados

| Fecha | Hora  | Partido¹   | Partido¹ | Partido¹   | Resultado | S1    | S2    | S3    | S4    | S5   | Total   |
| ----- | ----- | ---------- | -------- | ---------- | --------- | ----- | ----- | ----- | ----- | ---- | ------- |
| 09.10 | 17:30 | Eslovaquia | -        | Serbia     | 2-3       | 22-25 | 25-22 | 28-30 | 26-24 | 9-15 | 110-116 |
| 09.10 | 20:30 | Rusia      | -        | Finlandia  | 3-0       | 25-20 | 25-19 | 25-23 | –     | –    | 75-62   |
| 10.10 | 15:00 | Serbia     | -        | Finlandia  | 3-0       | 25-19 | 25-15 | 25-21 | –     | –    | 75-55   |
| 10.10 | 18:00 | Eslovaquia | -        | Rusia      | 0-3       | 14-25 | 10-25 | 15-25 | –     | –    | 39-75   |
| 11.10 | 15:00 | Finlandia  | -        | Eslovaquia | 3-0       | 26-24 | 25-22 | 25-22 | –     | –    | 76-68   |
| 11.10 | 18:00 | Serbia     | -        | Rusia      | 1-3       | 23-25 | 25-21 | 18-25 | 20-25 | –    | 86-96   |

- (¹) – Todos en Busto Arsizio.

## Fase final
- Todos los partidos en la hora local respectiva de Italia (UTC+2) o Bulgaria (UTC+3).

|  | Clasif. a cuartos | Clasif. a cuartos |              |           | Cuartos de final | Cuartos de final |          |              | Semifinales   | Semifinales   |  |  | Final         | Final         |
|  | 13 de octubre     | 13 de octubre     |              |           | 14 de octubre    | 14 de octubre    |          |              | 17 de octubre | 17 de octubre |  |  | 18 de octubre | 18 de octubre |
|  |                   |                   |              |           |                  |                  |          |              |               |               |  |  |               |               |
|  |                   |                   |              |           |                  |                  |          |              |               |               |  |  |               |               |
|  |                   |                   |              |           |                  |                  |          |              |               |               |  |  |               |               |
|  | Bulgaria          | 3                 |              |           |                  |                  |          |              |               |               |  |  |               |               |
|  | Bulgaria          | 3                 | Bélgica      | 0         |                  |                  |          |              |               |               |  |  |               |               |
|  |                   | Alemania          | Bélgica      | 0         | 0                |                  |          |              |               |               |  |  |               |               |
|  | Alemania          | Alemania          | 3            |           | 0                | Bulgaria         | 2        |              |               |               |  |  |               |               |
|  | Alemania          |                   | 3            |           |                  | Bulgaria         | 2        |              |               |               |  |  |               |               |
|  |                   |                   |              | Francia   | 3                |                  |          |              |               |               |  |  |               |               |
|  | Francia           | 3                 |              | Francia   | 3                |                  |          |              |               |               |  |  |               |               |
|  | Francia           | 3                 | Serbia       | 3         |                  |                  |          |              |               |               |  |  |               |               |
|  |                   | Serbia            | Serbia       | 3         | 1                |                  |          |              |               |               |  |  |               |               |
|  | Estonia           | Serbia            | 2            |           | 1                | Francia          | 3        |              |               |               |  |  |               |               |
|  | Estonia           |                   | 2            |           |                  | Francia          | 3        |              |               |               |  |  |               |               |
|  |                   |                   |              | Eslovenia | 0                |                  |          |              |               |               |  |  |               |               |
|  | Polonia           | 2                 |              | Eslovenia | 0                |                  |          |              |               |               |  |  |               |               |
|  | Polonia           | 2                 | Países Bajos | 0         |                  |                  |          |              |               |               |  |  |               |               |
|  |                   | Eslovenia         | Países Bajos | 0         | 3                |                  |          |              |               |               |  |  |               |               |
|  | Eslovenia         | Eslovenia         | 3            |           | 3                | Eslovenia        | 3        | Tercer lugar | Tercer lugar  |               |  |  |               |               |
|  | Eslovenia         |                   | 3            |           |                  | Eslovenia        | 3        | Tercer lugar | Tercer lugar  |               |  |  |               |               |
|  |                   |                   |              | Italia    | 1                |                  |          |              |               |               |  |  |               |               |
|  | Rusia             | 0                 |              | Italia    | 1                |                  |          |              |               |               |  |  |               |               |
|  | Rusia             | 0                 | Italia       | 3         |                  |                  | Bulgaria | 1            |               |               |  |  |               |               |
|  |                   | Italia            | Italia       | 3         | 3                |                  | Bulgaria | 1            |               |               |  |  |               |               |
|  | Finlandia         | Italia            | 0            |           | 3                | Italia           | 3        |              |               |               |  |  |               |               |
|  | Finlandia         |                   | 0            |           |                  | Italia           | 3        |              |               |               |  |  |               |               |

### Clasificación a cuartos
| Fecha | Hora  | Partido¹     | Partido¹ | Partido¹  | Resultado | S1    | S2    | S3    | S4    | S5    | Total  |
| ----- | ----- | ------------ | -------- | --------- | --------- | ----- | ----- | ----- | ----- | ----- | ------ |
| 13.10 | 17:30 | Serbia       | -        | Estonia   | 3-2       | 21-25 | 14-25 | 25-8  | 25-22 | 15-13 | 100-93 |
| 13.10 | 17:30 | Países Bajos | -        | Eslovenia | 0-3       | 16-25 | 19-25 | 22-25 | –     | –     | 57-75  |
| 13.10 | 20:30 | Italia       | -        | Finlandia | 3-0       | 25-19 | 25-16 | 25-22 | –     | –     | 75-57  |
| 13.10 | 20:30 | Bélgica      | -        | Alemania  | 0-3       | 16-25 | 29-31 | 17-25 | –     | –     | 62-81  |

- (¹) – El primero y tercero en Busto Arsizio y los otros dos en Sofía.

### Cuartos de final
| Fecha | Hora  | Partido¹ | Partido¹ | Partido¹  | Resultado | S1    | S2    | S3    | S4    | S5    | Total   |
| ----- | ----- | -------- | -------- | --------- | --------- | ----- | ----- | ----- | ----- | ----- | ------- |
| 14.10 | 17:30 | Francia  | -        | Serbia    | 3-1       | 25-22 | 25-23 | 14-25 | 25-20 | –     | 89-90   |
| 14.10 | 17:45 | Polonia  | -        | Eslovenia | 2-3       | 17-25 | 19-25 | 25-23 | 25-19 | 14-16 | 100-108 |
| 14.10 | 20:30 | Rusia    | -        | Italia    | 0-3       | 20-25 | 19-25 | 19-25 | –     | –     | 58-75   |
| 14.10 | 20:45 | Bulgaria | -        | Alemania  | 3-0       | 25-19 | 25-23 | 25-23 | –     | –     | 75-65   |

- (¹) – El primero y tercero en Busto Arsizio y los otros dos en Sofía.

### Semifinales
| Fecha | Hora  | Partido¹  | Partido¹ | Partido¹ | Resultado | S1    | S2    | S3    | S4    | S5    | Total   |
| ----- | ----- | --------- | -------- | -------- | --------- | ----- | ----- | ----- | ----- | ----- | ------- |
| 17.10 | 17:45 | Eslovenia | -        | Italia   | 3-1       | 25-13 | 23-25 | 25-20 | 25-20 | –     | 98-78   |
| 17.10 | 20:45 | Bulgaria  | -        | Francia  | 2-3       | 25-18 | 25-22 | 24-26 | 21-25 | 12-15 | 107-106 |

### Tercer lugar
| Fecha | Hora  | Partido¹ | Partido¹ | Partido¹ | Resultado | S1    | S2    | S3    | S4    | S5 | Total |
| ----- | ----- | -------- | -------- | -------- | --------- | ----- | ----- | ----- | ----- | -- | ----- |
| 18.10 | 17:30 | Bulgaria | -        | Italia   | 1-3       | 20-25 | 14-25 | 25-23 | 20-25 | –  | 79-98 |

- (¹) – En Sofía.

### Final
| Fecha | Hora  | Partido¹ | Partido¹ | Partido¹  | Resultado | S1    | S2    | S3    | S4 | S5 | Total |
| ----- | ----- | -------- | -------- | --------- | --------- | ----- | ----- | ----- | -- | -- | ----- |
| 18.10 | 20:45 | Francia  | -        | Eslovenia | 3-0       | 25-19 | 29-27 | 29-27 | –  | –  | 83-73 |

- (¹) – En Sofía.

## Medallero
| Francia | Eslovenia | Italia |
| Jonas Aguenier Jenia Grebennikov Franck Lafitte Nicolas Le Goff Kévin Le Roux Julien Lyneel Nicolas Maréchal Earvin N'Gapeth Pierre Pujol Nicolas Rossard Antonin Rouzier Mory Sidibé Kévin Tillie Benjamin Toniutti | Klemen Čebulj Mitja Gasparini Jan Klobučar Danijel Koncilja Jani Kovačič Jan Kozamernik Alen Pajenk Uroš Pavlovič Miha Plot Jan Pokeršnik Gregor Ropret Alen Šket Tine Urnaut Dejan Vinčič | Oleg Antonov Simone Anzani Simone Buti Massimo Colaci Simone Giannelli Osmany Juantorena Filippo Lanza Jacopo Massari Matteo Piano Giulio Sabbi Pasquale Sottile Salvatore Rossini Luca Vettori Ivan Zaitsev |
| Laurent Tillie (seleccionador) | Andrea Giani (seleccionador) | Gianlorenzo Blengini (seleccionador) |

## Estadísticas

### Clasificación general
| 1. Francia          |
| 2. Eslovenia        |
| 3. Italia           |
| 4. Bulgaria         |
| 5. Polonia          |
| 6. Rusia            |
| 7. Serbia           |
| 8. Alemania         |
| 9. Países Bajos     |
| 10. Bélgica         |
| 11. Estonia         |
| 12. Finlandia       |
| 13. República Checa |
| 14. Eslovaquia      |
| 15. Croacia         |
| 16. Bielorrusia     |

### Máximos anotadores
| N.º | Nombre          | Selección | Puntos | Partidos jugados |
| --- | --------------- | --------- | ------ | ---------------- |
| 1   | Antonin Rouzier | Francia   | 119    | 6                |
| 2   | Ivan Zaitsev    | Italia    | 116    | 7                |
| 3   | Klemen Čebulj   | Eslovenia | 107    | 7                |
| 3   | Mitja Gasparini | Eslovenia | 107    | 7                |
| 5   | Tine Urnaut     | Eslovenia | 101    | 7                |

Fuente: 

### Distinciones individuales
- Mejor jugador (MVP) – Antonin Rouzier ( Francia)
- Mayor anotator – Antonin Rouzier ( Francia) –119 pts.–
- Mejor colocador – Simone Giannelli ( Italia)
- Mejor receptor – Tine Urnaut ( Eslovenia) y Earvin N'Gapeth ( Francia)
- Mejor central – Teodor Todorov ( Bulgaria) y Viktor Yosifov ( Bulgaria)
- Mejor opuesto – Ivan Zaitsev ( Italia)
- Mejor líbero – Jenia Grebennikov ( Francia)

Fuente: 